# Security.txt
security.txt — це запропонована чернетка стандарту Інтернету (RFC) щодо інформування про безпеку вебсайтів, який повинен дозволяти дослідникам безпеки легко повідомляти про вразливості безпеки. Стандарт описує текстовий файл під назвою «security.txt», схожий на robots.txt, але призначений для читання людьми, які бажають зв'язатися з власником вебсайту з питань безпеки.

## Історія
Проект вперше був поданий Едвіном Фуділом у вересні 2017 року. На той час він охоплював чотири директиви: Contact (Контакт), Encryption (Шифрування), Disclosure (Розкриття інформації) та Acknowledgements (Подяки). Фуділ розраховував додати нові директиви на основі зворотного зв'язку. У той час експерт з питань веббезпеки Скотт Гельме заявив, що бачив позитивні відгуки з боку спільноти безпеки під час використання серед 1 мільйона вебсайтів.